# Margarita Hickey
Margarita Hickey i Pollizzoni (Palma, 1728<1753 - Madrid, post. 1801) fou una poetessa mallorquina.

## Biografia
Filla d'un irlandès, Domingo Hickey, tinent coronel de l'exèrcit espanyol i de Ana Patricia Pollizzoni, de família milanesa. oc després de néixer ella es trasllada a Barcelona, instal·lant-se definitivament a Madrid. Casà als 16 anys el 1744 o 1763 amb Juan Antonio de Aguirre, molt més gran que ella, va tenir un fill que va morir prematurament, i va adoptar una filla, Maria Teresa. Quedà vídua abans de 1779, bella i intel·ligent, llavors degué ser galantejada i correspondre amb entusiasme, però a les il·lusions, aviat succeïren els desenganys, que lamentà en els seus versos, potser prosaics en la forma, però plens d'intens dolor, i que signà amb el pseudònim d’Antonia Hernández de la Oliva, o amb les inicials M. H. Reuní les seves obres en un volum titulat Poesias varias sagrades, Morales y profanas ó amorosas, con dos poemes épicos en honor del capitán general don Pedro Cevallos... y algunes traduccions del francés (Madrid, 1779), i Descripción geogràfica é històrica de todo el orbe conocido hasta ahora, obra que no arribà a publicar-se i que Antoni de Capmany qualificà de dolentíssima. Ella va realitzar testament el 3 d'agost de 1801 a Madrid.